# ریکاردو سملر
ریکاردو سملر (انگلیسی: Ricardo Semler؛ زادهٔ ۱۹۵۹ (۶۵–۶۶ سال)) یکی از اهالی کسب‌وکار و نویسنده اهل برزیل است. او مدیرعامل و صاحب اصلی شرکت سمکو پارتنرز است که به‌خاطر به کار بردن ساختار دموکراسی در محیط کار مشهور است.
سملر وقتی که از اشتباه خود نسبت به اعمال مدیریت سنتی، که بر دستور و کنترل تأکید داشت، درآمد، بیشتر مدیریت شرکت را به کارکنانش برگرداند. آنان خودشان تصمیم‌گیری دربارهٔ نرخ دستمزد برای هر کارگر، ساعت‌های کار، چگونگی سازماندهی کار، انتخاب مسئول برای هر وظیفه، انتخاب محصول تولیدی و انتخاب افراد برای استخدام یا اخراج را به عهده داشتند.